# Onager
|  | Onager, vildæsel - se også Onager (kastemaskine). |
Onageren eller det asiatiske vildæsel (Equus hemionus) er et dyr i hestefamilien. Den bliver 2-2,5 m lang med en hale på 30-49 cm og vejer 200-260 kg. Onageren bebor ørkner i Syrien, Iran, Indien og Tibet. Den lever af græs og andre planter. 